# Biatlon na Zimních olympijských hrách 2014 – závod s hromadným startem ženy
Závod s hromadným startem žen na Zimních olympijských hrách 2014 se konal v pondělí 17. února v lyžařském středisku v Centru biatlonu a běžeckého lyžování Laura nedaleko Krasné Poljany. Zahájení závodu proběhlo v 19.00 hodin místního času UTC+4 (16.00 hodin SEČ).
Vítězkou se stala Běloruska Darja Domračevová, pro kterou to byla už čtvrtá medaile ze ZOH a z toho třetí zlatá. Druhá skočila česká závodnice Gabriela Soukalová, pro kterou to byla premiérová medaile. Bronz brala Norka Tiril Eckhoffová, pro kterou to byla nejcennější medaile v dosavadní kariéře. Na čtvrtém místě (s časem 35:53,9 a žádnou chybou na střelnici) původně dojela Němka Evi Sachenbacherová-Stehleová, která ovšem měla po závodě pozitivní dopingový nález. Mezinárodní biatlonová unie ji v červenci 2014 potrestala dvouletým zákazem startů s platností od 17. února toho roku, přičemž byla také zpětně diskvalifikována ze závodu s hromadným startem a ze smíšené štafety.
Disciplinární komise Mezinárodního olympijského výboru 27. listopadu 2017 diskvalifikovala Rusku Olgu Viluchinovou pro porušení antidopingových pravidel. V prosinci 2017 byla z týchž důvodů diskvalifikována Olga Zajcevová. V září 2020 Mezinárodní sportovní arbitráž rozhodla o zrušení diskvalifikace Viluchinové a potvrdila diskvalifikaci Zajcevové.

## Výsledky
| Pořadí                                                                                                  | Č. | Sportovkyně                     | Stát                   | Čas     | Střelba     | Ztráta  |
| --- | -- | ------------------------------- | ---------------------- | ------- | ----------- | ------- |
| 01. | 2  | Darja Domračevová               | Bělorusko              | 35:25,6 | 1 (0+0+0+1) | —       |
| 02. | 10 | Gabriela Soukalová              | Česko                  | 35:45,8 | 1 (0+0+0+1) | +20,2   |
| 03. | 12 | Tiril Eckhoffová                | Norsko                 | 35:52,9 | 1 (0+1+0+0) | +27,3   |
| 4. | 7  | Teja Gregorinová                | Slovinsko              | 36:05,0 | 0 (0+0+0+0) | +39,4   |
| 5. | 19 | Monika Hojniszová               | Polsko                 | 36:20,5 | 0 (0+0+0+0) | +54,9   |
| 6. | 9  | Kaisa Mäkäräinenová             | Finsko                 | 36:27,1 | 2 (0+0+1+1) | +1:01,5 |
| 7. | 21 | Olena Pidhrušná                 | Ukrajina               | 36:37,1 | 0 (0+0+0+0) | +1:11,5 |
| 8. | 13 | Veronika Vítková                | Česko                  | 36:49,3 | 0 (0+0+0+0) | +1:23,7 |
| 9. | 5  | Selina Gasparinová              | Švýcarsko              | 36:54,9 | 2 (0+1+1+0) | +1:29,3 |
| 10. | 17 | Anaïs Bescondová                | Francie                | 36:55,3 | 3 (0+0+3+0) | +1:29,7 |
| 11. | 25 | Susan Dunkleová                 | Spojené státy americké | 36:57,9 | 3 (0+1+1+1) | +1:32,3 |
| 12. | 11 | Valj Semerenková                | Ukrajina               | 37:03,5 | 2 (0+0+2+0) | +1:37.9 |
| 13. | 18 | Karin Oberhoferová              | Itálie                 | 37:03,6 | 2 (0+0+1+1) | +1:38,0 |
| 14. | 4  | Tora Bergerová                  | Norsko                 | 37:07,8 | 2 (0+1+1+0) | +1:42,2 |
| 15. | 8  | Naděžda Skardinová              | Bělorusko              | 37:08,0 | 2 (0+0+1+1) | +1:42,4 |
| 16. | 6  | Vita Semerenková                | Ukrajina               | 37:03,5 | 2 (0+0+2+0) | +1:37,9 |
| 17. | 14 | Andrea Henkelová                | Německo                | 37:19,2 | 1 (0+0+1+0) | +1:53,6 |
| 18. | 29 | Krystyna Pałková                | Polsko                 | 37:33,9 | 2 (1+0+1+0) | +2:08,3 |
| 19. | 22 | Weronika Nowakowská-Ziemniaková | Polsko                 | 37:35,2 | 4 (1+0+2+1) | +2:09,6 |
| 20. | 26 | Éva Tófalviová                  | Rumunsko               | 37:50,9 | 2 (1+0+0+1) | +2:25,3 |
| 21. | 3  | Olga Viluchinová                | Rusko                  | 38:05,3 | 2 (1+0+0+1) | +2:39,7 |
| 22. | 16 | Julija Džymová                  | Ukrajina               | 38:10,8 | 4 (0+0+2+2) | +2:45,2 |
| 23. | 28 | Ann Kristin Flatlandová         | Norsko                 | 38:15,6 | 2 (0+1+1+0) | +2:50,0 |
| 24. | 24 | Dorothea Wiererová              | Itálie                 | 38:37,4 | 3 (1+2+0+0) | +3:11,8 |
| 25. | 1  | Anastasia Kuzminová             | Slovensko              | 38:50,3 | 5 (0+2+2+1) | +3:24,7 |
| 26. | 30 | Megan Imriová                   | Kanada                 | 38:59,0 | 5 (1+0+1+3) | +3:33,4 |
| 27. | 15 | Franziska Hildebrandová         | Německo                | 39:09,5 | 3 (1+0+1+1) | +3:43,9 |
| DNF | 27 | Elisa Gasparinová               | Švýcarsko              | DNF     | 1 (0+1)     | +9:99,9 |
| DSQ | 23 | Evi Sachenbacherová-Stehleová   | Německo                | 35:53,9 | 0 (0+0+0+0) | +28,3   |
| DSQ | 20 | Olga Zajcevová                  | Rusko                  | 38:14,2 | 1 (0+0+1+0) | +2:48,6 |
| Č. – startovní číslo závodnice, DNF – závodnice nedojela do cíle, DSQ – závodnice byla diskvalifikována |    |                                 |                        |         |             |         |